# Późny powrót Charliego
Późny powrót Charliego (ang. One A.M.) – amerykański film niemy z 1916 roku, w reżyserii Charliego Chaplina.

## Obsada
- Charlie Chaplin – pijak
- Albert Austin – Taksówkarz